# Landesanstalt Schienenfahrzeuge Baden-Württemberg
Die Landesanstalt Schienenfahrzeuge Baden-Württemberg (SFBW) ist ein Leasingunternehmen des Landes Baden-Württemberg in der Rechtsform einer Anstalt des öffentlichen Rechts, das Schienenfahrzeuge und Bahnbetriebswerke für den Schienenpersonennahverkehr in Baden-Württemberg finanziert und verpachtet.

## Geschichte
Am 12. März 2015 beschloss der Landtag von Baden-Württemberg das Gesetz über die Landesanstalt Schienenfahrzeuge Baden-Württemberg (SFBWG), nach dem das Land die Landesanstalt Schienenfahrzeuge Baden-Württemberg als rechtsfähige Anstalt des öffentlichen Rechts mit Sitz in Stuttgart errichtete.

## Aufgaben
Die Landesanstalt Schienenfahrzeuge Baden-Württemberg wurde gesetzlich mit der „Beschaffung und Verpachtung von Fahrzeugen für den öffentlichen Schienenpersonennahverkehr in Baden-Württemberg sowie in grenzüberschreitenden Verkehrsnetzen und -linien im Interesse des Landes“ betraut. Sie wurde gegründet, um für die Eisenbahnverkehrsunternehmen im Schienenpersonennahverkehr in Baden-Württemberg die günstigen Kreditkonditionen des Landes zu erschließen und diese vom Restwertrisiko für neue Fahrzeuge zu befreien, indem die Landesanstalt Eigentümer der Fahrzeuge wird und sie an das jeweilige Eisenbahnverkehrsunternehmen verpachtet.
Zum 1. Januar 2023 wurden die gesetzlichen Aufgaben der SFBW um die Planung, den Erwerb, den Bau und die An- und Verpachtung von „Wartungs- und Instandhaltungseinrichtungen einschließlich Reinigungs- sowie aller erforderlichen Abstell- und Gleisanlagen und sonstigen Zuwegungen“ erweitert.

### Fahrzeugfinanzierungsmodelle
Die Fahrzeugfinanzierung erfolgt nach verschiedenen Modellen, die sich bei der Obliegenheit der Fahrzeugsauswahl und der Verantwortlichkeit der Instandhaltung unterscheiden:
- Baden-Württemberg-Modell (BW-Modell): Das Eisenbahnverkehrsunternehmen, das den Zuschlag für den Verkehrsvertrag erhält, wählt die dafür vorgesehenen Fahrzeuge aus, die dann von der Landesanstalt Schienenfahrzeuge Baden-Württemberg erworben und für die Dauer des Verkehrsvertrages an das Eisenbahnverkehrsunternehmen verpachtet werden. Das Eisenbahnverkehrsunternehmen ist währenddessen für die Instandhaltung zuständig.
- Lebenszyklusmodell: Die Landesanstalt Schienenfahrzeuge Baden-Württemberg wählt Fahrzeuge in einer Ausschreibung, die über die Lebensdauer der Fahrzeuge auch deren Instandhaltung für eine uneingeschränkte Verfügbarkeit beinhaltet, nach den Lebenszykluskosten aus.
- Bei einer weiteren in Betracht kommenden Möglichkeit beschafft die Landesanstalt Schienenfahrzeuge Baden-Württemberg die Fahrzeuge unmittelbar im Rahmen einer Ausschreibung, beauftragt aber wie beim Baden-Württemberg-Modell das jeweilige Eisenbahnverkehrsunternehmen zur Instandhaltung.

## Organisation
Die Landesanstalt Schienenfahrzeuge Baden-Württemberg untersteht der Rechtsaufsicht des Landes Baden-Württemberg, die vom Verkehrsministerium ausgeübt wird, und unterliegt der vollständigen Prüfung durch den Rechnungshof Baden-Württemberg. Das Land ist Gewährträger der Anstalt und haftet unbeschränkt für Verbindlichkeiten der SFBW.
Die Geschäftstätigkeit der Landesanstalt Schienenfahrzeuge Baden-Württemberg ist nicht auf Gewinnerzielung ausgerichtet, sondern erfolgt kostendeckend. Die Investitionen in die Schienenfahrzeuge werden durch Kredite gedeckt, die nach Zustimmung des Finanzministerium aufgenommen werden dürfen, und zusammen mit den Verwaltungskosten durch die erhobenen Entgelte für die Verpachtung refinanziert, so dass keine Ausgaben für öffentliche Haushalte entstehen. Die Kreditaufnahme der SFBW wurde vom Statistischen Bundesamt als Extrahaushalt des Landes klassifiziert. Da die Landesanstalt den Kapitaldienst über die Pachtzahlungen der Eisenbahnverkehrsunternehmen leistet, die sich über das Bestellerentgelt des Landes refinanzieren, wird aus ökonomischer Sicht der Kapitaldienst mittelbar vom Land übernommen, aber nicht durch direkte Schuldendiensthilfen. Die wichtige Sachaufgabe der Landesanstalt Schienenfahrzeuge Baden-Württemberg spricht gegen eine Umgehung der Schuldenbremse. Auch der Landesrechnungshof und der Stabilitätsrat forderten keine Einbeziehung der Fahrzeugfinanzierung der SFBW in die Schuldenbremse des Landes. Ende des Jahres 2023 beliefen sich die Verbindlichkeiten der Landesanstalt auf 2,587 Milliarden Euro.

## Fahrzeuge

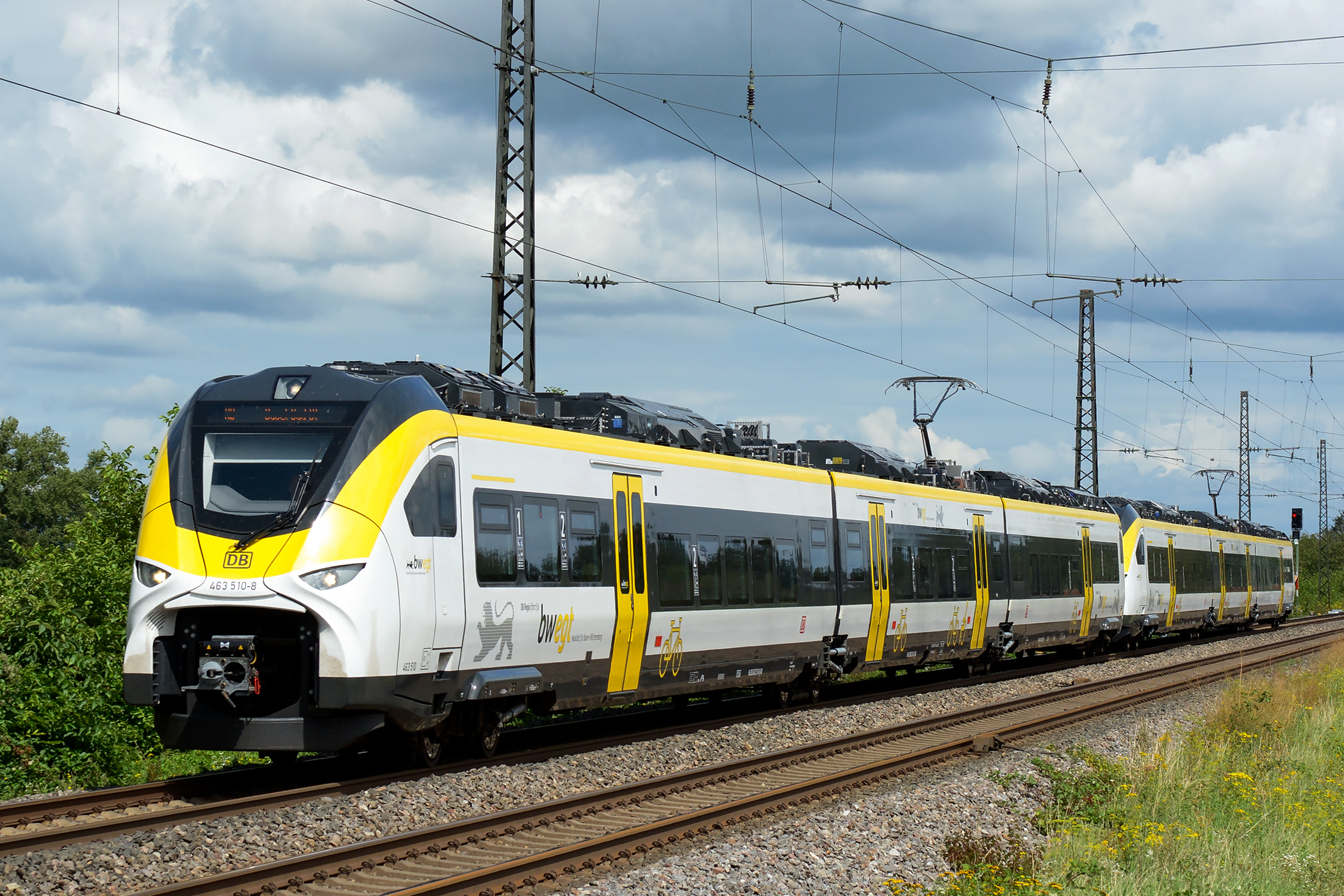
Mireo der Landesanstalt Schienenfahrzeuge Baden-Württemberg im Netz Rheintal

### Fahrzeugbestand
Stand 2024 waren 358 Triebzüge, davon 320 Elektro- und 38 Dieseltriebzüge, im Eigentum der Landesanstalt Schienenfahrzeuge Baden-Württemberg:
| Typ                        | Anzahl | Teile      | Einsatz                                                      |
| -------------------------- | ------ | ---------- | ------------------------------------------------------------ |
| Alstom Coradia Continental | 45     | 3, 4       | Breisgau-Ost-West (Netz 9a)                                  |
| Alstom Coradia Continental | 45     | 3, 5       | Karlsruher Netz (Netz 7b Los 1)                              |
| Alstom Coradia LINT 54     | 38     | 2          | Ulmer Stern (Netz 12), Zollern-Alb-Bahn (Netz 54)            |
| Bombardier Talent 2        | 16     | 4          | Gäu-Murr (Netz 3b)                                           |
| Bombardier Talent 3        | 52     | 3, 5       | Stuttgarter Netz Neckartal (Netz 1a)                         |
| Bombardier Talent 3        | 12     | 3, 4       | Freiburger Y (Netz 9b)                                       |
| Siemens Mireo              | 27     | 3          | Rheintal (Netz 4)                                            |
| Siemens Mireo              | 57     | 3          | S-Bahn Rhein-Neckar Los 2 (Netz 6b)                          |
| Siemens Mireo              | 7      | 3          | Nordbaden-Express (Netz 7b Los 2)                            |
| Siemens Mireo Plus B       | 27     | 2          | Ortenau-Netz/Hermann-Hesse-Bahn (Netz 8)                     |
| Siemens Desiro HC          | 15     | 4          | Rheintal (Netz 4)                                            |
| Stadler Flirt 3            | 55     | 3, 4, 5, 6 | Stuttgarter Netze Rems-Fils und Franken-Enz (Netz 1b und 1c) |
| Stadler Flirt 3 XL         | 11     | 3          | Murrbahn (Netz 3a)                                           |

Die Fahrzeuge wurden im Landesdesign der Nahverkehrsgesellschaft Baden-Württemberg ausgeliefert. Abweichend davon erhielten die Mireo für die S-Bahn Rhein-Neckar ein eigenes Design, da in diesem Verkehrsvertrag neben dem Land Baden-Württemberg weitere SPNV-Aufgabenträger beteiligt sind.

### Zukünftige Fahrzeuge
Nach dem Lebenszyklusmodell bestellte die Landesanstalt Schienenfahrzeuge Baden-Württemberg 130 vierteilige Coradia-Max-Triebzüge inklusive deren Instandhaltung über 30 Jahre mit einer Option auf bis zu 100 weitere Triebzüge für deren Einsatz im Expressnetz und MEX-Netz Stuttgart-Bodensee (Netz 35, Lose 1 und 2). Ende 2024 war der Abruf von 26 weiteren Triebzügen geplant.
28 dreiteilige Mireo-Fahrzeuge wurden als Ersatzflotte während der Nachrüstung von Bestandsfahrzeugen mit dem European Train Control System im Lebenszyklusmodell bestellt.
Die Landesanstalt Schienenfahrzeuge Baden-Württemberg beteiligte sich als einer der Kooperationspartner am Projekt VDV-Tram-Train und wird nach dem Lebenszyklusmodell Eigentümer der für die Albtal-Verkehrs-Gesellschaft und für die Regional-Stadtbahn Neckar-Alb im Rahmen des Projekts bestellten Citylink-Tram-Train-Fahrzeuge. Zur Abgrenzung von reinen Vollbahn-Fahrzeugen wurde für die Fahrzeuge für die Regional-Stadtbahn Neckar-Alb ein angepasstes Landesdesign mit veränderter Farbaufteilung entworfen.
Ende 2023 startete die Landesanstalt Schienenfahrzeuge Baden-Württemberg im Lebenszyklusmodell eine Ausschreibung über 120 elektrische und batterieelektrische Triebzüge mit Option auf bis zu 200 weitere Einheiten.

## Betriebswerke
Die Landesanstalt Schienenfahrzeuge Baden-Württemberg erwarb das Bahnbetriebswerk in Pforzheim von der SWEG Bahn Stuttgart und verpachtete es bis zum Ende des Verkehrsvertrages für das Netz Nordbaden-Oberschwaben (Netz 35, Los 3) an diese zurück. Als zweites Werk für den Betrieb dieses Netzes gab die SFBW 2023 an, sich um die Zurverfügungstellung einer Werkstatt oder ersatzweise von Flächen für eine solche im Bereich der Südbahn zu bemühen. Für dieses waren nach früheren Planungen mehrere Werkstattmodule für mindestens 20 Fahrzeuge auf insgesamt zehn bis zwölf Hektar vorgesehen.